# 오브완디야그
폰티액 추장(Chief Pontiac, 1720년 - 1769년 4월 20일)은 캐나다와 미국에 걸쳐 살았던 오타와족 인디언의 추장으로 본명은 오브완디야그(Obwandiyag)이다. ‘폰티액 전쟁’(1763년 – 1764년) 때 영국 정착민에 대한 반란에 참여한 것으로 알려져 있다. ‘프렌치 인디언 전쟁’에도 관여한 것으로 알려져 있다. 미시간와 일리노이, 퀘벡에 폰티액 시가 있고, 디트로이트의 자동차 메이커 제너럴 모터스가 제조, 판매하고 있던 승용차 브랜드 중 하나인 ‘폰티액’ 등은 그의 이름에서 따온 것이다.

## 생애
오브완디야그는 1720년에 현재의 드트로이트에 오타와 마을 주변이나 모미 강 주변 마을에서 오타와족 아버지와 오지베족 어머니 사이에서 태어난 것으로 알려졌다. 영어 이름 ‘폰티악’은 19세기에 영국이 그의 이름을 ‘본디액’(Bwondiac)으로 부르던 것이, ‘폰티액’으로 변한 것이다. 오브완디야그가 속해 있는 오타와족은 17세기에서 18세기에 걸쳐 프랑스 상인들과 교역을 했다. 오타와 족의 유력한 추장으로 그는 오타와 족, 포타와토미 족 , 오지베족 동맹 결성에 참여했다.
1689년에서 1763년까지 발발했던 “프렌치 인디언 전쟁”에서 오타와족 전사는 프랑스 편을 들어 싸웠지만, 프랑스가 영국에 패배를 했고, 프랑스의 요새는 영국이 차지하게 되었다. 북미 총사령관이 된 영국인 제프리 애머스트의 명령으로 영국군이 디트로이트 요새를 점령했고, 영국은 오대호 지역의 주변 다른 요새도 점령하게 되었다. 에머스트와 같은 영국인은 인디언을 경멸했고, 그들과의 교역을 제한하여 부족의 분노를 샀다.
1762년, 오브완디야그 등의 오타와족은 모든 영국 정착민을 축출하기 위해 봉기를 했다. 영국은 이 행위를 ‘오브완디야그의 음모’라고 여겼다. 오브완디야그가 영국의 요새를 배제하고 인디언 땅에서 영국인 정착민을 몰아내서 프랑스와의 우호적인 관계를 부활시킬 의도라는 것이었다.
백인들은 오브완디야그를 부족을 선동한 지도자라고 생각했지만, 인디언 사회는 합의제가 기본이며, 추장은 “조정자”요, 수장이지만, “지도자”는 아니었다. 실제로 인디언 추장에게 그러한 권한은 없었다. 오타와 족은 디트로이트 요새를 점령할 것을 계획했다. 그러나 1762년 5월 7일, 디트로이트 요새 점령 계획은 영국군에 의해 사전에 간파되어서 오타와 족은 계획을 포기할 수 밖에 없었다. 오브완디야그는 디트로이트 요새를 포위하고, 보급을 차단했다.
7월 31일 영국군과 대규모 전투에서 오브완디야그가 승리했지만, 요새를 함락시키지 못하고 퇴각했다. 다른 지역의 부족은 영국군의 요새를 공격하여, 12개의 요새 중 8개를 함락시켰다. 1764년에 오타와족은 항복을 했고, 1766년 7월 23일과 25일 온타리오 요새에서 평화 조약을 맺었다. 그러나 평화 조약을 맺은 지 3년 후인 1769년 4월 20일, 오브완디야그는 프랑스인 마을인 카호키에서 피오리아족에 의해 살해되고 만다. 오타와 족은 오브완디야그를 죽인 피오리아 족에게 복수하기 위해 피오리아 족을 공격했다.

## 같이 보기
- 폰티액 전쟁